# Protodiácono

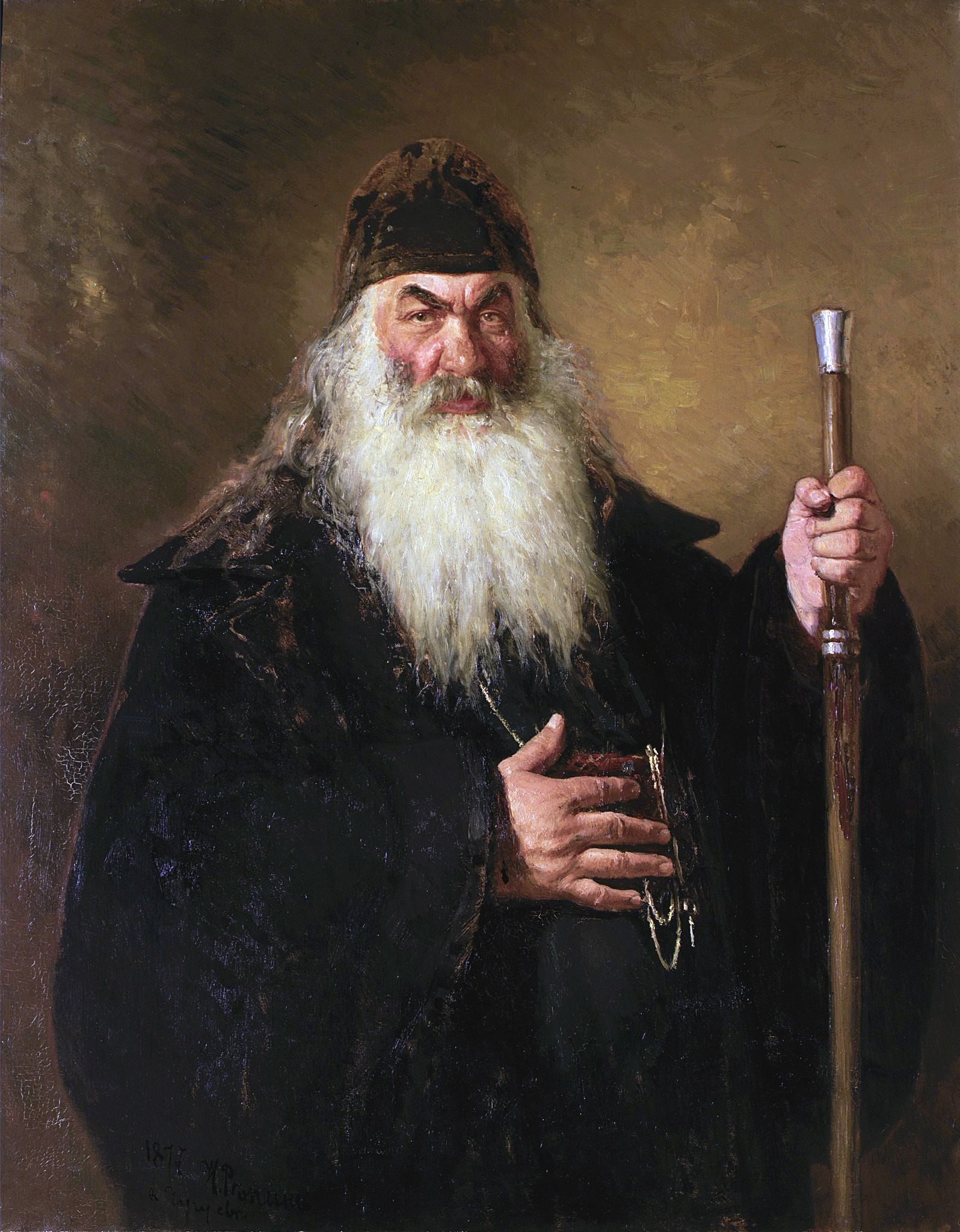
Retrato de un protodiácono ortodoxo, obra de Ilya Repin, 1877 (Galería Tretyakov, Moscú).

Un protodiácono, palabra derivada del significado griego proto, primera y diakonos, diácono, es un título utilizado en las Iglesias católica y ortodoxa.
Tradicionalmente se ha aplicado a san Esteban, protomártir, por ser el primer cristiano martirizado y protodiácono, al ser el primero de entre los siete diáconos que nombran los apóstoles en el libro de los Hechos.

## Iglesia ortodoxa
El protodiácono es un rango honorífico dado a algunos diáconos casados en las iglesias cristianas orientales.
En la Iglesia ortodoxa rusa se trata de un título honorífico dado a los diáconos casados que les permite vestir un skufia, sombrero eclesiástico típico de los prelados ortodoxos, de color burdeos.
Su rango es equivalente al de los archidiáconos.

## Iglesia católica
En la Iglesia católica, el cardenal diácono de más alto rango (en el orden de su nombramiento al Colegio cardenalicio) es el cardenal protodiácono.
Tiene el privilegio de anunciar una nueva elección papal en el famoso anuncio de Habemus Papam desde el balcón central de la basílica de San Pedro e imponer el palio en la Solemne Misa de inauguración del Pontificado.
También es el encargado de proclamar los decretos de Indulgencia Plenaria promulgados por el Santo Padre en ocasiones especiales, como la bendición "Urbi et Orbi", y de asistir como diácono al sumo pontífice en las funciones litúrgicas más solemnes.
Desde el 12 de julio de 2024 es el cardenal protodiácono francés Dominique Mamberti.